# Dinamita (película)
Dinamita (en inglés Dynamite) es una película dramática muda estadounidense dirigida por Cecil B. DeMille e interpretada por Conrad Nagel, Charles Bickford -su segunda aparición en pantalla-, y el debut de Kay Johnson. Existen dos versiones de la película, una muda y otra sonora.

## Sinopsis
Para heredar de su riquísimo abuelo, Cynthia Crothers (Kay Johnson) tiene que casarse el día que cumple 23 años. Desgraciadamente, el hombre al que ama, Roger Towne (Conrad Nagel), ya está casado. Adopta entonces una solución provisional: casarse con Hagon Derk, un minero cndenado a muerte (Charles Bickford), mientras que paga a la mujer de Towne (Julia Faye) para que acepte el divorcio. Cuando Hagon Derk es absuelto un cuarto de hora antes de su ejecución, la situación se convierte en explosiva. La dinamita acabará teniendo un papel fundamental en el final.

## Reparto
- Kay Johnson: Cynthia Crothers
- Conrad Nagel: Roger Towne
- Julia Faye: Marcia Towne, su mujer
- Joel McCrea: el prometido de Marcia Towne
- Charles Bickford: Hagon Derk
- Muriel McCormac: Katie Derk, su hermana
- Leslie Fenton: criminal
- Barton Hepburn: el verdadero asesino
- Fred Walton: Doctor Rawlins
- Mary Gordon: la vecina de la tienda
- William Holden

No aparecen en los créditos:
- Carole Lombard
- Randolph Scott

## Premios y distinciones
Premios Óscar
| Año  | Categoría      | Persona         | Resultado |
| ---- | -------------- | --------------- | --------- |
| 1929 | Mejor Director | Mitchell Leisen | Nominado  |